# Saint-Léonard-de-Noblat
Saint-Léonard-de-Noblat è un comune francese di 4 776 abitanti situato nel dipartimento dell'Alta Vienne nella regione della Nuova Aquitania. a circa 20 minuti da Limoges e membro dell'Unione “I più bei dintorni di Francia”.
La cittadina francese sorge lungo un'importante via medioevale e deve la sua fama ed il suo sviluppo al culto di San Leonardo, eremita del V secolo, che qui giunse in età matura per fondarvi un piccolo eremo ingranditosi con l'arrivo di suoi discepoli e di semplici fedeli attratti dalla fama di santità che lo circondava già in vita.
La sua tomba contribuì a fare della città un rinomato luogo di pellegrinaggio ed una delle tappe principali lungo il cammino di Santiago di Compostela. A ciò si deve, infatti, la costruzione della collegiata di San Leonardo di Noblac, il più importante monumento storico della città che costituisce un notevole esempio di architettura romanica limosina tanto da esser dichiarato dall'UNESCO Patrimonio Mondiale dell'Umanità.

## Storia

### Simboli
I ceppi sono un attributo di san Leonardo di Noblac.

## Società

### Evoluzione demografica
Abitanti censiti

### Etnonimo
Gli abitanti di Saint-Léonard-de-Noblat sono chiamati in francese Miaulétous (maschile) e Miaulétouses (femminile).
Essi prendono il nome dalle poiane che miaulent sul campanile della Collegiata.